# Stagnicola emarginatus
Stagnicola emarginatus är en snäckart som först beskrevs av Thomas Say 1821.  Stagnicola emarginatus ingår i släktet Stagnicola och familjen dammsnäckor. Inga underarter finns listade i Catalogue of Life.